# Villa Adriana (frazione)
Pour les articles homonymes, voir Villa Adriana.
Villa Adriana est une frazione de la commune de Tivoli dans la province de Rome de la région du Latium en Italie. Elle tient son nom de la célèbre villa d'Hadrien.

## Géographie

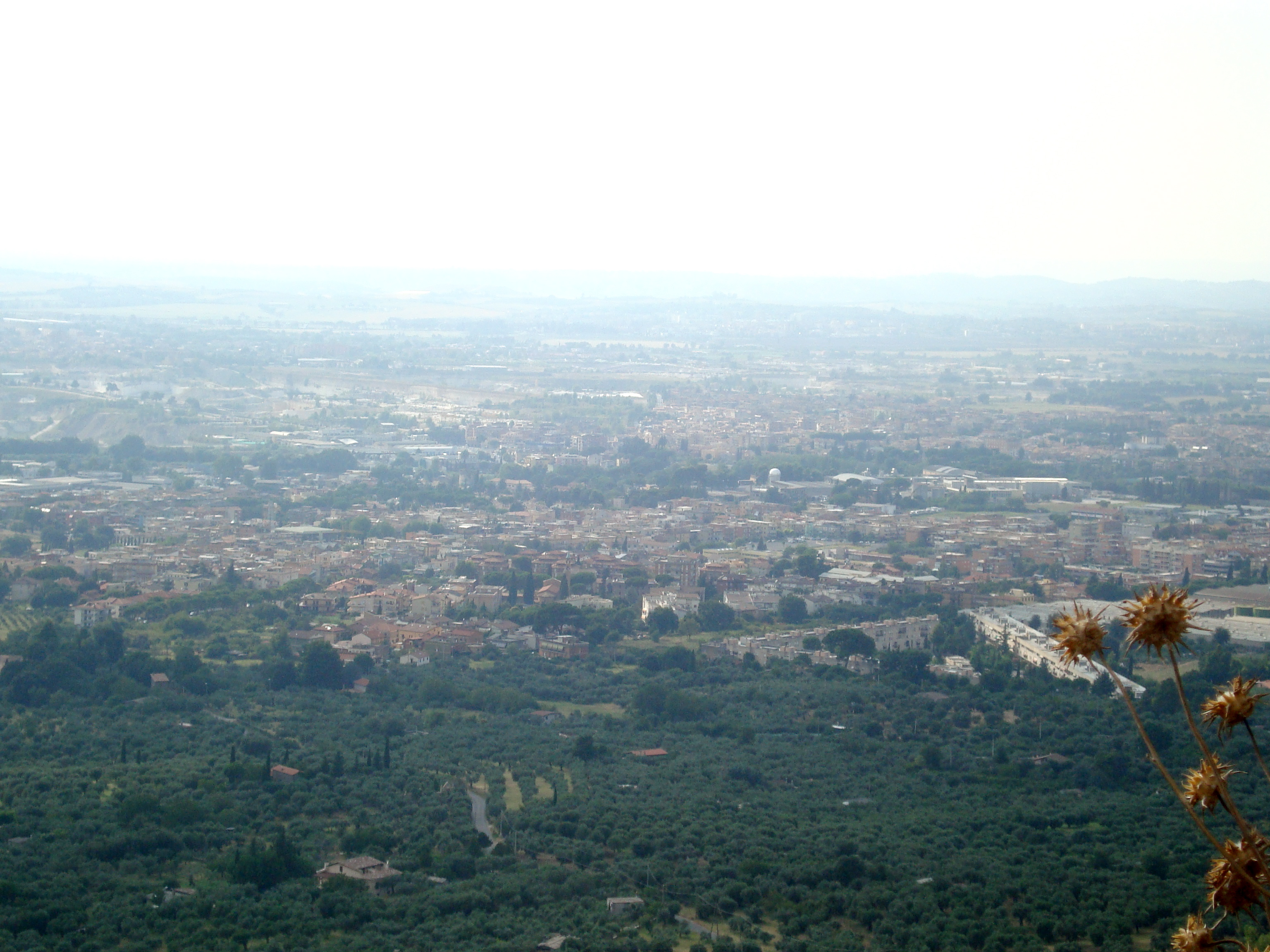
Vue d'ensemble depuis Monteripoli, zone de Tivoli.

Villa Adriana est située à 2 kilomètres à l'ouest de Tivoli en direction de Rome, qui se trouve à 24 km, sur la rive gauche de l'Aniene qui la borde au nord sur environ 2 kilomètres. Villa Adriana culmine à environ 90 m d'altitude soit 130 m plus bas que Tivoli et s'étend dans la plaine de l'Agro romano aux pieds des monts Tiburtins.
Cette frazione, qui est la plus peuplée des frazioni de Tivoli, est attenante à celles de Campolimpido et Favale ainsi qu'aux lieux-dits de Villagio Adriano au sud et Ponte Lucano à l'ouest. Au nord-ouest elle est limitrophe de la frazione Villanova de Guidonia Montecelio.
Villa Adriana est traversée par la via Tiburtina qui mène à Tivoli depuis Rome.

## Histoire
La zone de Villa Adriana fut le lieu de construction par l'empereur Hadrien de sa villa de villégiature estivale à partir de 138. Après la chute de l'Empire romain la zone est totalement laissée à l'abandon, servant le plus souvent de source de matériaux de construction pour les maisons et édifices de la ville de Tivoli (notamment de la cathédrale San Lorenzo de Tivoli).
L'expansion démographique naturelle à Tivoli au début du XXe siècle ainsi que l'aménagement des différents types d'usines (papier, pneu...) qui profitaient de l'exploitation du courant hydroélectrique produit à proximité à Ponte Lucano par la centrale d'Acquoria, ont entrainé une très forte augmentation de l'urbanisation de la zone à partir de la fin des années 1920. La population est ainsi passée d'environ une centaine de personnes en 1920 à plus de 14 000 en 2009. Lors de la Seconde Guerre mondiale la zone de Villa Adriana a été fortement bombardée par les troupes alliées avec d'importantes destructions des maisons et usines.
Aujourd'hui tant par l'attrait touristique de la villa que par les différentes usines qui maintiennent une activité (Trelleborg AB ex-Pirelli qui employait environ 700 personnes ; les usines de papier Nuove Cartiere di Tivoli SpA), Villa Adriana constitue une partie importante de l'économie et de la population tiburtine au point que diverses voix souhaitent la création d'une commune autonome de celle de Tivoli.
En 2011, une polémique est née du projet d'ouverture d'une décharge à ciel ouvert dans une ancienne carrière inutilisée sur le site de Corcolle, située à 5 km au sud de la frazione près de Villagio Adriano juste au sud de l'autoroute A24, afin d'accueillir les déchets de Rome dont le site de Malagrotta sur la commune de Castel di Guido arrivait à saturation. Après de très importantes protestations liées à ce choix d'un site localisé à moins de 3 km de la villa d'Hadrien, le gouvernement Monti, par la voix de son ministre de l'Environnement Corrado Clini, choisi d'abandonner le projet fin mai 2012,.

## Patrimoine et culture
- La villa d'Hadrien, classée au patrimoine mondial de l'UNESCO, outre l'accueil du public sur son site archéologique exceptionnel, a organisé de 2007 jusqu'en 2012 un important festival artistique (danse, musique, théâtre) annuel de la mi-juin à la mi-juillet. Les coupes budgétaires imposées par la crise de la dette dans la zone euro au Ministère pour les Biens et les Activités culturels et à l'administration régionale du Latium ont entrainé l'interruption de la manifestation malgré son succès de fréquentation[5].
- L'église San Salvatore reconstruite en 1947.